# Straumshamn
Straumshamn är en kyrkby i Volda kommun i Møre og Romsdal fylke i västra Norge. Orten ligger där riksväg 651 möter fylkesväg 5891, på västra sidan av Voldsfjorden. Här finns Kilsfjords kyrka.